# Грецьке королівство
Грецьке королівство, також відоме як Елладське королівство (грец. Βασίλειον τῆς Ἑλλάδος, Vasileion tīs Ellados) — монархічна держава, заснована рішенням «великих держав» (Велика Британія, Франція, Російська імперія), яке закріпила Лондонська конференція (1832). Монархія у Греції була визнана офіційно на міжнародному рівні у Константинопольській угоді (1832), яка крім того гарантувала Греції цілковиту безпеку та незалежність від Османської імперії. Таким чином постала незалежна Грецька держава, що змінила Першу грецьку республіку, здобуту національно-визвольною війною.
Перша монархія Оттона Баварського існувала до 1924 року, коли була проголошена Друга грецька республіка, монархія була відновлена лише 1935 року із запрошенням на грецький престол данських принців із династії Глюксбургів. Після приходу військової хунти «Чорних полковників», у 1973 році монархія була ліквідована, а останній грецький король Костянтин ІІ був висланий із країни та позбавлений майна й навіть грецького громадянства.

## Грецька війна за незалежність

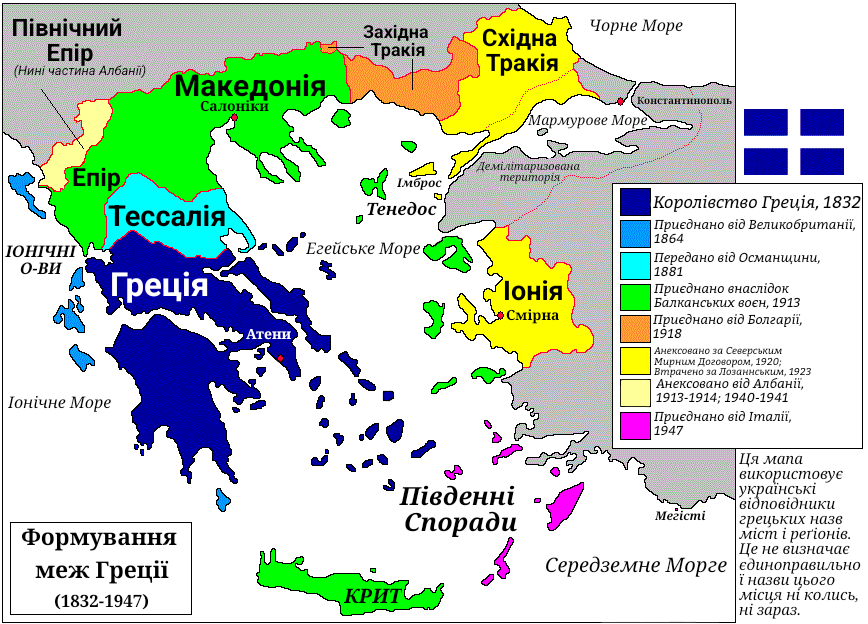
Карта, що показує початкову територію Грецького королівства, як визначено в договорі 1832 року (темно-синій колір)

У 1821 році грекомовне населення Пелопоннесу повстало проти Османської імперії. Після загальнорегіональної боротьби, яка тривала кілька місяців, грецька війна за незалежність призвела до створення першої автономної грецької держави з середини XV століття.
У січні 1822 року Перші національні збори в Епідаврі прийняли Декларацію незалежності Греції (частина Першої конституції країни), яка підтверджувала суверенітет Греції. Однак нова грецька держава була політично нестабільною та не мала ресурсів для збереження своєї територіальності в довгостроковій перспективі. Найважливіше те, що країні бракувало міжнародного визнання та не було міцних альянсів у західному світі.

## Незалежність та король Оттон
Після кількох сухопутних і морських перемог, Греція була майже вільна до 1825 року, але Османська імперія викликала єгипетські війська під командуванням Ібрагіма-паші, який завдав грекам кілька сильних поразок і взяв Мессолонгіон 1826 року.
Після того, як Османська імперія повернула більшість втрачених грецьких територій, великі держави того часу (Сполучене Королівство, Російська імперія та Французьке королівство) побачили в грецькому контрнаступі можливість суттєво послабити Османську імперію і посилити свій вплив у Східному Середземномор'ї. Великі держави підтримали Грецію у відновленні незалежності, і після вирішальної битви в Наваринської затоці над флотом Ібрагіма-Паші 20 жовтня 1827 року, Ібрагім повернувся до Єгипту і Греція стала вільною. В Лондоні було домовлено про припинення вогню (див. Лондонська конвенція (1827)). Автономія Греції була остаточно визнана Лондонським протоколом 1828 року, а її повна незалежність від Османської імперії — Лондонським протоколом 1830 року.

Османська імперія визнала її такою за Адріанопольським мирним договором 1829 року, що завершив російсько-турецьку війну. Від залишків залежності Греція звільнена на Лондонській конференції 1830. Тимчасовим главою держави був призначений 1828 року графа Іоанн Каподистрія, який вважається першим Президентом Греції.
Таким чином, Греція як самостійна держава існувала з 1828 року.
У 1831 році вбивство першого губернатора Греції, графа Іоанніса Каподістрії, спричинило політичну та соціальну нестабільність, яка поставила під загрозу відносини країни з її союзниками. Щоб уникнути ескалації та зміцнити зв'язки Греції з великими державами, Греція погодилася стати королівством у 1832 році (див. Лондонська конференція 1832 року). Принц Леопольд Саксен-Кобург-Готський спочатку був першим кандидатом на грецький престол; однак він відхилив пропозицію. Першим королем був обраний принц Баварії Отто фон Віттельсбах. Отто прибув до тимчасової столиці, Нафпліон, у 1833 році на борту британського військового корабля.
«Великі держави» скористались цим і призначили 1832 року королем Греції баварського принца Оттона (1833—1862) із династії Віттельсбахів. Політика уряду Оттона, який не скликав Народних зборів, фактично утискав місцеве самоврядування та друк, а також обтяжив країну податками, викликала революцію 1843, яка змусила короля погодитися на конституцію 1844 (парламент з двох палат, право голосу, обумовлене майновим цензом). У період 1854—1857 років під час Кримської кампанії британо-французька ескадра зайняла Пірей і зобов'язала Грецію зберігати нейтралітет. У внутрішній політиці уряд короля Оттона впродовж 20 років чинив спротив введенню конституційного ладу, скеровуючи до абсолютизму. Революція 1862 року скинула короля Оттона і баварську династію з грецького престолу.

## Глюксбурги
Народні збори 1863 року обрали королем Греції Георга I, сина спадкоємця данського престолу. Новий король з'явився не з порожніми руками: Велика Британія добровільно поступилася Греції Іонічними островами. Конфлікт з Османською імперією через повстання на Криті 1866—1869 років був залагоджений Паризькою мирною конференцією. Під час російсько-турецької війни 1877—1878 Греція, за порадою Великої Британії, зберегла нейтралітет. На Берлінському конгресі було вирішено приєднати до Греції значну частину Епіру і Фессалії, але дійсно була приєднана лише частина цієї території на південь від річки Саламврії і Арди: 13369 км² і близько 300 тис. мешканців.
Приєднання Східної Румелії до Болгарського князівства здалося грецькому уряду порушенням рівноваги на Балканському півострові і приводом до військових приготувань з метою розширення своїх кордонів у Фессалії і Македонії. Але оголошена великими державами, які з метою збереження європейського миру вважали за необхідне охороняти порядок на Балканському півострові, блокада грецьких берегів спонукала Грецію відмовитися від своїх задумів. Коли 1889 року на острові Крит почалося повстання, Греція, спочатку під тиском європейської дипломатії, утрималася від будь-якого втручання, незважаючи на сильний народний рух, підтримуваний ідеями панеллінізму, тобто об'єднання в одну державу всіх греків Османської імперії.
Крім впливу великих держав, активна політика зустрічала непереможну перешкоду у вкрай розладнаному становищі фінансів. Накопичений державний борг близько 700 млн. грецьких драхм лягав важким тягарем на невисокі податкові сили 2-мільйонного населення країни. 1893 року за пропозицією голови кабінету міністрів Харілаоса Трикупіса палата постановила скоротити суму сплачуваних закордонним кредиторам відсотків до 30 % обов'язкових платежів. 1896 року нове повстання на Криті викликало в Греції сильний національний рух. Уряд цього разу дав себе втягнути у війну з Османською імперією, що закінчилася повною поразкою греків. Завдяки втручанню великих держав, Греція була врятована від територіальних втрат, але зобов'язалася сплатити Османській імперії військову контрибуцію в 4 млн. османських фунтів і 100 тис. османських фунтів приватним особам. Греція також повинна була визнати встановлення фінансової контрольної комісії з представників великих держав.
Із призначенням міжнародної фінансової комісії, державне господарство було до деякої міри впорядковане: дефіцити зникли і відсотки за державними боргами почали сплачуватися вчасно. З 1899 року палатою було проведено ряд реформ: податкової системи, суду, адміністрації та шкіл. Боротьба політичних партій, що групувалися навколо найвизначніших політичний діячів — Теодороса Деліянніса та Харілаоса Трикупіса, — нерідко загострювалася у народні заворушення, тягла за собою часті зміни урядів. З 1901 року посилилося прагнення використовувати заворушення в Македонії на користь ідеям панелінізму, але слабкі грецькі елементи в Македонії зустрічали відсіч з боку македонських слов'ян, які тяжіли до Болгарії.
10 червня 1905 року видано новий виборчий закон, за яким кількість депутатів була зменшена з 235 до 176, а також було впроваджено загальне виборче право для чоловіків.
Революція 1905—1907 років в Російській імперії викликала піднесення національно-визвольного руху у Греції. Зростало невдоволення населення нерішучістю влади, скористатись здобутками Молодотурецької революції та приєднати Крит. У 1909 році група молодих офіцерів, так звана «Військова ліга», захопила владу і 1910 року передала пост прем'єр-міністра лідеру критських ліберальних націоналістів Елефтеріосу Венізелосу. За нього Греція утворила потужний союз із Болгарією, Чорногорією та Сербією. Це дозволило їй приєднати в результаті Балканських воєн 1912—1913 років Крит, Епір, південну Македонію і частину Західної Фракії. Площа Греції збільшилася з 65 тис. км² до 110 тис., а населення — з 2,7 млн осіб до 4,4 млн.
1913 року король Георг І був вбитий, престол зайняв його син Костянтин І, який вже встиг здобути славу серед греків своїми перемогами в ході Балканських війн в Епірі та Македонії. Проте із початком Першої світової війни Костянтин прийняв одноосібне рішення не воювати проти Німеччини, про що запевнив кайзера Німецької імперії Вільгельма ІІ. Тим часом прем'єр-міністр Елефтеріос Венізелос обрав політику нейтралітету, прихильного до Антанти. Таким чином виникло протистояння двох полярно протилежних політиків, яке поширилось на грецьке суспільство в цілому і спричинило Національний розкол.
Зрештою рішення союзників відкрити у Греції Салоніцький фронт змусило Венізелоса виступити проти політики короля. Крім того 1916 року Венізелос формує у Салоніках просоюзницький уряд Етнікі Аміна. Через півроку країни Антанти змусили Костянтина І зректися престолу на користь свого сина Олександра, після чого Греція офіційно оголосила війну Німеччині 29 червня 1917 року, а Венізелос повернувся в Афіни як чинний прем'єр-міністр. За результатами війни Греція знову розширила свою територію, приєднавши Східну Фракію, Галіполі, острови Імброс (Гекчеада), Тенедос (Бозджаада) та округ Смирна (Ізмір) в Анатолії.
Попри геополітичні успіхи, Греція була економічно виснажена війною, більшість греків злидарювала, тож на нових виборах ліберальна партія Венізелоса не здобула підтримки. До влади повернувся король Костянтин І, оскільки Александр помер напередодні виборів. Новий уряд провадив надто агресивну політику в Анатолії, розв'язавши нову греко-турецьку війну проти Мустафи Кемаля Ататюрка. Через поразку у війні, Греція втратила Смирну, Імброс, Тенедос та Східну Фракію на користь Туреччини, а також додатково мала передати Королівству Італія, союзниці Туреччини, Додеканес. В результаті відбувся масштабний обмін населенням, який в історії здобув назву Малоазійська катастрофа: із тепер турецької Анатолії переселилось 1 млн. 200 тис. греків.
Розчаровані греки вдруге скинули з престолу Костянтина І, новим королем став його син Георг ІІ, також на пост прем'єр-міністра повернувся Елефтеріос Венізелос. Проте цього разу політичну ситуацію в країні ускладнили республіканці, що відкололись від ліберальної партії Венізелоса. 1923 року вони змусили Георга ІІ добровільно залишити престол, а Венізелоса — встановити республіку. Відтак 25 березня 1924 року була проголошена Друга грецька республіка. Це рішення було майже одностайно підтримано плебісцитом у квітні 1924 року. Наступне десятиліття (1925—1935 роки) були періодом крайньої політичної нестабільності в Греції, що викликала глибоку економічну кризу. У жовтні 1935 року відбувся черговий державний переворот, що повернув до влади короля Георга ІІ, проте стабілізувати обстановку так і не вдалось. 1936 року прем'єр-міністр Греції Іоанніс Метаксас встановив режим диктатури. Під керівництвом Метаксаса Греція увійшла у Другу світову війну. На окупованій території розгорнувся широкий Рух Опору. Проте скоро відносини між багатьма партизанськими угрупованнями настільки загострились, що 1943 року після Афінського загального страйку у Греції спалахнула Громадянська війна. У 1944 році німецькі війська евакуювалися з Греції.
Проте розкол у суспільстві все далі поглиблювався. Плебісцит 1946 року, що знову повернув на престол Георга ІІ, тільки посилив протистояння у громадянській війні. Комуністи реорганізувались у Демократичну армію Греції, а зростання партизанського руху спонукало антикомуністів до все жорстокіших дій. 1947 року за пропозицією президента США Гарі Трумена була затверджена програма допомоги Туреччині та Греції. Після розриву 1948 року із Федеративною Народною Республікою Югославія та СРСР, партизани поступово втратили свою боєздатність, а 1949 року громадянська війна завершилась.
Тим часом 1 квітня 1947 року королем Греції був проголошений Павло І, син короля Костянтина І та брат короля Георга ІІ. Його спроби налагодження міжнародних відносин Греції вплинули позитивно на розвиток економіки. Павло І був першим головою Грецької держави, хто здійснив офіційний візит до правителя Туреччини. Проте через спроби повернути Греції острів Кіпр відносини із Британією, до того цілком прихильні, дещо ускладнились. Зрештою 1960 року Кіпр був проголошений незалежною республікою. Незважаючи на позитивні тенденції, в Греції ширилися республіканські погляди, а король Павло та королева-консорт Фредеріка Ганноверська постійно критикувалися за втручання в політику, часті закордонні поїздки та занадто дороге для суспільства утримання королівської родини. Наприкінці 50-х років стан здоров'я короля критично погіршився, 1964 року він був прооперований через рак шлунка, і через тиждень після операції, 6 березня 1964 року, помер.
Того ж дня наступним королем Греції став син Павла І Костянтин ІІ. Політичні погляди Костянтина II характеризувалися яскраво вираженим антикомунізмом. Загалом період правління Костянтина випав на дуже складний період у післявоєнній історії Греції. У той час, коли сусідні країни Європи, зокрема Італія, бурхливо розвивались, Греція продовжувала залишатися на місці. У листопаді 1963 р. до влади прийшов уряд на чолі із Георгіосом Папандреу. На цьому тлі часто спалахували протести студентів, робітничі страйки. Такі народні настрої дуже непокоїли короля та королівський двір. Вони почали готуватись до контрнаступу. 15 липня 1965 р. Костянтин ІІ здійснив «палацовий переворот»: усунув Георгіоса Папандреу з посади прем'єр-міністра й призначив на його місце діяча правого напрямку Г. Афанасіадіса-Новаса. Цей крок короля був цілком антиконституційним і спрямованим проти робітничого і демократичного руху. Це викликало нову хвилю громадського незадоволення, і вже через два місяці було формовано новий уряд Стефаноса Стефанопулоса. Проте і він виявився неспроможним забезпечити стабільність в державі. 1968 року після приходу до влади «чорних полковників» король виїхав до Великої Британії. Після повалення самої хунти новий уряд на підставі референдуму проголосив Третю грецьку республіку.

## Королі Греції
Наведено дати правління монархів.
Династія Віттельсбахів
- Оттон Баварський (06.02.1833 — 23.10.1862)

Династія Глюксбургів
- Георг І (30.03.1863 — 18.03.1913
- Костянтин І (18.03.1913 — 11.06.1917) та (19.12.1920 — 27.09.1922)
- Олександр I (11.06.1917 — 25.10.1920)
- Георг ІІ (27.09.1922 — 25.03.1924) та (03.11.1935 — 01.04.1947)
- Павло І (01.03.1947 — 06.03.1964)
- Костянтин ІІ (06.03.1964 — 01.06.1973)